# Lapara pineum
Lapara pineum är en fjärilsart som beskrevs av Lintn. 1872. Lapara pineum ingår i släktet Lapara och familjen svärmare. Inga underarter finns listade i Catalogue of Life.